# Pánico financiero
Pánico financiero ist ein Straftatbestand des Strafrechtes in Guatemala.

## Genesis
Das Parlament von Guatemala hat am 21. Oktober 2008 mit dem Gesetz 64 von 2008 den Artikel 343 des Strafgesetzbuches um einen Artikel 343 B ergänzt.

## Inhalt
Das Verbrechen des Pánico financiero begeht, wer falsche oder ungenaue Informationen in jedwedem Informationsmedium oder Informationssystem erarbeitet, verbreitet oder wiederholt, welche das Vertrauen der Klienten, Nutzer, Anleger oder Investoren einer der Bankaufsicht von Guatemala unterworfenen Institution, untergräbt.
Als Untergraben des Vertrauens der Klienten, Nutzer, Anleger und Investoren dieser Institutionen wird verstanden, wenn sich die Folgen der entsprechenden Handlungen gegen die finanzielle Reputation oder das finanzielle Ansehen richten
oder
wenn die entsprechenden Handlungen den massiven Abzug von Einlagen oder Investitionen, welche den normalen oder ordentlichen Handel überschreiten zum Ziel haben.
Das Gesetz sieht ein Strafmaß von ein bis drei Jahren Haft und eine Geldstrafe von 5.000 bis 50.000 Quetzales vor.
Falls das Delikt im Wissen oder in der Voraussicht der operativen Schäden für die Institution begangen wurde,
sieht das Gesetz ein Strafmaß von fünf bis zehn Jahren unwandelbarer Haft und eine Geldstrafe von 100.000 bis 800.000 Quetzales vor.
Für diesen Fall schließt das Gesetz die Anwendung von ersatzweisen Strafen, welche die Strafprozessordnung vorsieht aus.
Das Strafmaß erhöht sich um ein Drittel, wenn der Delinquent, Aktionär, Direktor, Verwalter, Geschäftsleiter, Vertreter, Funktionär oder Angestellter einer Institution, welche der Bankaufsicht von Guatemala unterliegt oder Amtsträger, Beamter oder Angestellter der Banco de Guatemala der Superintendencia de Bancos (Bankaufsicht von Guatemala) ist.
Vom Geltungsbereich dieses Artikels ausgenommen sind Autoren von Studien, Analysen und Meinungen mit wissenschaftlichem oder akademischen Charakter,
welche auf authentischen und überprüfbaren Informationen beruhen und darauf gerichtet sind das Finanzsystem oder seine Akteure zu bewerten oder zu
qualifizieren auf der Suche, seine Effizienz und Entwicklung zu maximieren.

## Delinquent
Bekannt wurde die vorübergehende Inhaftnahme des Informatiktechnikers Jean Anleu Fernández am 14. Mai 2009. Anleu wird vorgeworfen über Twitter die Nachricht: “Primera acción real sacar el pisto de Banrural quebrar al banco de los corruptos” abgesandt zu haben. Anleu wurde gegen Überweisung einer Kaution auf freien Fuß gesetzt.